# Administrativní dělení Německa

Administrativní členění Německa

Administrativní členění Německa je určeno zejména jeho federálním uspořádáním. Z organizačního hlediska lze rozlišit
- Federální správu
  - federální správu vykonávanou přímo federálními orgány (např. ministerstva, vrchní finanční ředitelství, finanční ředitelství)
  - federální správu vykonávanou v přenesené působnosti federálními korporacemi (např. Federální agentura pro práci, Německá národní knihovna)

- Správu spolkových zemí
  - správu vykonávanou přímo orgány zemí
  - správu vykonávanou v přenesené působnosti obcemi

## Přehled administrativních úrovní
Každá ze šestnácti spolkových zemí má vlastní administrativní členění. Systémy jsou srovnatelné jen částečně. Hierarchicky lze rozlišit úrovně:
- federace (Bund)
- spolkové země (Land)
- střední zemská úroveň: Regierungsbezirk (jen v BW, BY, HE, NW) nebo Aufsichts- und Dienstleistungsdirektion (jen v RP) nebo Landesverwaltungsamt (jen v ST, TH) nebo Struktur- und Genehmigungsdirektion (jen v RP)
- nižší zemská úroveň: Landrat, Oberbürgermeister als untere Landesbehörde
- vyšší komunální správa: Landschaftsverband (jen v NW) nebo Bezirk (jen v BY) nebo Bezirksverband Pfalz (jen v RP)
- okresní úroveň: Landkreis (BW, BY, BR, HE, MV, NI, RP, SL, ST, SN, TH) nebo Kreis (jen v NW, SH) nebo Kreisfreie Stadt (BY, BR, HB [Bremerhaven], HE, MV, NI, NW, RP, SH, ST, SN, TH) nebo Stadtkreis (jen v BW) nebo Stadtgemeinde (HB) nebo Region Hannover (NI) nebo/ Regionalverband Saarbrücken (SL) nebo Städteregion Aachen (NW)
- administrativní jednotky mezi obcí a okresem: Amt (jen v BR, MV, SH) nebo Gemeindeverwaltungsverband (BW, HE) nebo Samtgemeinde (NI) nebo Verbandsgemeinde (RP, ST) nebo Vereinbarte Verwaltungsgemeinschaft (BW) nebo Verwaltungsgemeinschaft (BY, SN, TH) nebo Verwaltungsverband (SN)
- obce: Gemeinde nebo Stadt nebo Markt nebo Stadtgemeinde (jen v HB) nebo Land (BE) nebo Freie und Hansestadt (HH)
- nižší administrativní celky: Bezirk (BE, HH) nebo Ortsbezirk (HE, RP)

Bádensko-Württembersko (BW) • Bavorsko (BY) • Berlín (BE) • Braniborsko (BR) • Svobodné hanzovní město Brémy (HB) • Dolní Sasko (NI) • Durynsko (TH) • Svobodné a hanzovní město Hamburk (HH)• Hesensko (HE) • Meklenbursko-Přední Pomořansko (MV) • Porýní-Falc (RP) • Sársko (SL) • Sasko (SN) • Sasko-Anhaltsko (ST) • Severní Porýní-Vestfálsko (NW) • Šlesvicko-Holštýnsko (SH)